# 王海峰 (飞机设计师)

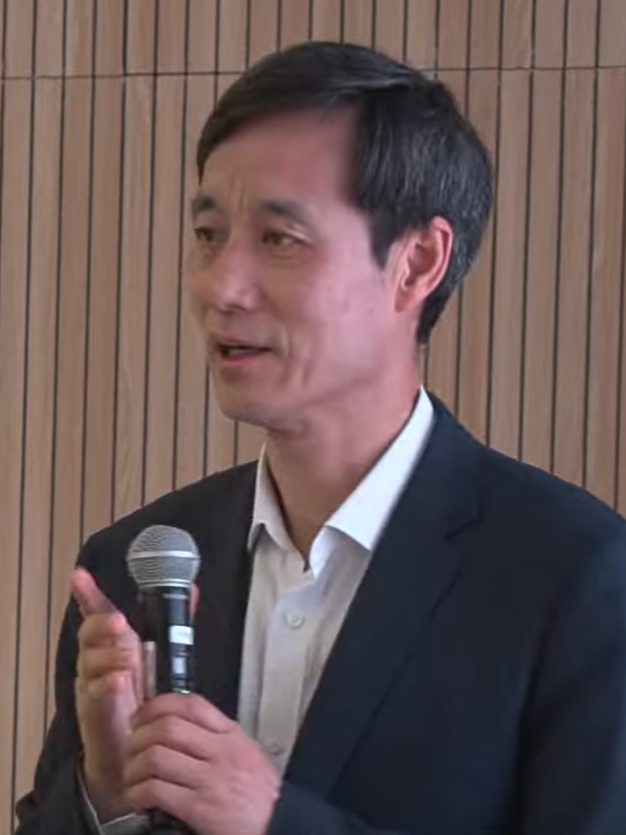
2025年的王海峰

王海峰（1964年10月—），男，甘肃正宁人，研究生学历，工学博士学位，中国工程院院士，中国战斗机设计领域著名专家、中国航空工业集团首席技术专家、航空工业成都飞机设计研究所总设计师，参与和主持中国多款战斗机的研发工作。

## 生平
1980年，16岁的王海峰从正宁县第三中学高中毕业，考取了西北工业大学航天专业，本科毕业后进入中航工业成都飞机设计研究所（简称611所），参与歼-10的研制工作。1987年，考取硕士研究生，师从“歼-10之父”宋文骢教授（2003年当选中国工程院院士）。2000年，考取西北工业大学航空学院交通运输规划与管理专业博士研究生，师从“长江学者”高正红教授。2023年，当选中国工程院院士。
是第十四届全国人民代表大会四川省代表。

## 成就
担任歼-10B推力矢量飞机、歼-10C飞机总设计师，担任歼-20、歼-10A/B/S、枭龙等飞机副总设计师，成飞六代机设计师。发表学术论文和关键技术报告70余篇，授权发明专利16项。

## 获奖
- 2022年四川省技术发明奖特等奖
- 2022年航空航天月桂奖技术先锋奖
- 2023年全国创新争先奖
- 国家科技进步二等奖（第一完成人）
- 国防科技进步特等奖（第一完成人）[5]